# Liz McCarthy
Pour les articles homonymes, voir McCarthy.
Liz McCarthy, née le 1er mai 1986 à Milwaukie dans l'Oregon aux États-Unis, est une pratiquante de MMA américaine.

## Parcours en MMA

### Carrière amateur
Liz McCarthy commence sa carrière amateur le 6 mars 2010 avec l'organisation Full Contact Fighting Federation lors de l'événement FCFF: Rumble at the Roseland 50 en remportant une victoire face à l'Américaine Elizabeth Kelley.
Liz McCarthy est sortie victorieuse des six combats de sa carrière amateur et a remporté les titres amateurs dans trois organisations.

### Distinctions en amateur
- Budofights
  - Championne Budofights 105 lb (48 kg) (le 14 mai 2011).
- Tuff-N-Uff
  - Championne Tuff-N-Uff 110 lb (50 kg) (le 26 août 2011).
- Full Contact Fighting Federation
  - Championne FCFF 115 lb (52 kg) (le 21 janvier 2012).

### Invicta Fighting Championships
Le 28 juillet 2012, Liz McCarthy affronte l'Américaine Jessica Philippus pour son premier combat professionnel. Elle l'emporte au bout du premier round (arrêt du docteur).

S'il s'agit de sa première victoire sur le circuit, Liz McCarthy n'a jusqu'à présent jamais été battue ni en amateur ni en professionnel.
Le 9 novembre 2012, une rencontre est annoncée entre Liz McCarthy et l'américaine Jodie Esquibel qui fera ses débuts à l'Invicta FC.
Le 5 janvier 2013 dans l'aire de combat installée au Mémorial Hall de Kansas City (Kansas, États-Unis), elle est battue par décision partagée. Il s'agit de la première défaite de Liz McCarthy sur le circuit MMA.

## Palmarès en MMA
| 5 combats      | 2 victoires | 3 défaites |
| Par KO         | 1           | 0          |
| Par soumission | 0           | 0          |
| Sur décision   | 1           | 3          |

| Résultat | Record | Adversaire        | Méthode                | Événement                             | Date              | Round | Temps | Lieu                              | Notes |
| -------- | ------ | ----------------- | ---------------------- | ------------------------------------- | ----------------- | ----- | ----- | --------------------------------- | ----- |
| Défaite  | 2–3    | Jinh Yu Frey      | Décision unanime       | Invicta FC 14: Evinger vs. Kianzad    | 12 septembre 2015 | 3     | 5:00  | Kansas City, Missouri, États-Unis |       |
| Défaite  | 2–2    | Amber Brown       | Décision partagée      | Invicta FC 9: Honchak vs. Hashi       | 1er novembre 2014 | 3     | 5:00  | Davenport, Iowa, États-Unis       |       |
| Victoire | 2–1    | Cassie Robb       | Décision unanime       | ICF: Intense Championship Fighting 13 | 16 mai 2014       | 3     | 5:00  | Great Falls, Montana, États-Unis  |       |
| Défaite  | 1–1    | Jodie Esquibel    | Décision partagée      | Invicta FC 4: Esparza vs. Hyatt       | 5 janvier 2013    | 3     | 5:00  | Kansas City, Kansas, États-Unis   |       |
| Victoire | 1–0    | Jessica Phillipus | TKO (arrêt du docteur) | Invicta FC 2: Baszler vs. McMann      | 28 juillet 2012   | 1     | 5:00  | Kansas City, Kansas, États-Unis   |       |